# Eucalyptus Hills, Kalifornien
Eucalyptus Hills är en ort (CDP) i San Diego County, i delstaten Kalifornien, USA. Enligt United States Census Bureau har orten en folkmängd på 5 313 invånare (2010) och en landarea på 12,3 km².